# Flynn Southam
Flynn Southam (Perth, 5 de junho de 2005) é um nadador australiano.

## Carreira
Southam estudou psicologia na Bond University em Gold Coast, Queensland, em 2024, e nadou para o departamento de esportes de sua universidade.
Em maio de 2022, Southam terminou em terceiro lugar nos 100 metros livres e em quarto lugar nos 50 metros e 200 metros livres no Campeonato Australiano. Nos Jogos da Commonwealth em Birmingham, a equipe australiana de revezamento 4 x 100 metros livre composta por Flynn Southam, Zac Incerti, William Yang e Kyle Chalmers venceu. A equipe do revezamento 4 x 200 metros livre venceu com Elijah Winnington, Flynn Southam, Zac Incerti e Mack Horton. Southam recebeu mais uma medalha de ouro por seu esforço preliminar no revezamento 4 x 100 metros livre misto. Um mês depois, Southam venceu as três distâncias curtas de estilo livre no Campeonato Pan-Pacífico Júnior. Ele ganhou um ouro e duas pratas nos revezamentos. No final do ano, no Campeonato Mundial de Pista Curta em Melbourne, Southam conquistou um ouro, três pratas e um bronze nas diversas competições de revezamento.
Em 2023, no Campeonato Mundial em Fukuoka, o revezamento 4 x 100 metros livre com Jack Cartwright, Flynn Southam, Kai Taylor e Kyle Chalmers venceu, Matthew Temple recebeu ouro por seus esforços na corrida preliminar. No revezamento 4 x 200 metros livre, Kai Taylor, Kyle Chalmers, Alexander Graham e Thomas Neill ficaram em terceiro, com Flynn Southam e Elijah Winnington nadando na bateria preliminar. A medalha de ouro foi conquistada pelo revezamento 4 x 100 metros livre misto com Jack Cartwright, Kyle Chalmers, Shayna Jack e Mollie O'Callaghan. Flynn Southam, Madison Wilson e Meg Harris estiveram presentes na fase preliminar. Em setembro de 2023, no Campeonato Mundial Júnior, Southam venceu os 200 metros livres e ficou em segundo lugar nos 50 metros livres. Também houve medalhas de ouro, prata e bronze para as equipes de revezamento.
Em 2024, Southam sagrou-se campeão australiano nos 200 metros livres. Nos Jogos Olímpicos de Paris, o revezamento 4 x 100 metros livre com Jack Cartwright, William Yang, Flynn Southam e Kyle Chalmers chegou à final com o segundo tempo mais rápido. Na final, o quarteto dos Estados Unidos venceu por um segundo à frente de Cartwright, Southam, Kai Taylor e Chalmers. No revezamento 4 x 200 metros livre, Kai Taylor, Zac Incerti, Flynn Southam e Thomas Neill foram os quartos mais rápidos na corrida preliminar. Na final, Maximillian Giuliani, Flynn Southam, Elijah Winnington e Thomas Neill nadaram para o terceiro lugar, atrás da equipe de revezamento britânica e norte-americana.